# Cupa Mondială de Baschet Masculin din 2023 - Grupa L
Grupa L de la Cupa Mondială de Baschet Masculin din 2023 a fost o grupă din etapa a doua din cadrul Cupei Mondiale de Baschet Masculin din 2023 care și-a desfășurat meciurile la Indonesia Arena, Jakarta, Indonezia. Echipele din această grupă sunt cele care s-au clasat pe primele două locuri din grupele preliminare Grupa G și Grupa H. Echipele au jucat contra celorlalte două echipă din cealaltă grupă. După ce toate meciurile au fost jucate, primele două echipe din clasament s-au calificat în sferturile de finală, echipa de pe locul al treilea s-a clasat în zona locurilor 9-12, iar echipa de pe locul al patrulea s-a clasat în zona locurilor 13-16.

## Clasament
| Loc | Echipa   | MJ | V | Î | PM  | PP  | PD   | Pct | Calificare           |
| --- | -------- | -- | - | - | --- | --- | ---- | --- | -------------------- |
| 1   | Canada   | 5  | 4 | 1 | 477 | 367 | +110 | 9   | Sferturile de finală |
| 2   | Letonia  | 5  | 4 | 1 | 450 | 410 | +40  | 9   | Sferturile de finală |
| 3   | Spania   | 5  | 3 | 2 | 429 | 369 | +60  | 8   |                      |
| 4   | Brazilia | 5  | 3 | 2 | 420 | 401 | +19  | 8   |                      |

1. 1 2  Canada 101–75 Letonia
2. 1 2  Brazilia 78–96 Spania

## Meciuri

### Spania vs. Letonia
| 1 septembrie 2023 16:45 |

| Boxscore |

| Spania                                                            | 69–74 | Letonia                                             |
| Scorul pe sferturi: 16–17, 16–12, 26–18, 11–27                    |       |                                                     |
| Pt: W. Hernangómez 14 Rec: Claver, J. Hernangómez 5 Pase: Llull 7 |       | Pt: Dāv. Bertāns 16 Rec: R. Kurucs 8 Pase: Žagars 5 |

### Canada vs. Brazilia
| 1 septembrie 2023 20:30 |

| Boxscore |

| Canada                                                           | 65–69 | Brazilia                                           |
| Scorul pe sferturi: 13–16, 24–11, 15–18, 13–24                   |       |                                                    |
| Pt: Gilgeous-Alexander 23 Rec: Olynyk 7 Pase: Alexander-Walker 3 |       | Pt: Caboclo 19 Rec: Caboclo 13 Pase: Dos Santos 10 |

### Brazilia vs. Letonia
| 3 septembrie 2023 16:45 |

| Boxscore |

| Brazilia                                            | 84–104 | Letonia                                         |
| Scorul pe sferturi: 20–22, 22–23, 21–36, 21–23      |        |                                                 |
| Pt: Caboclo 20 Rec: Caboclo, Dias 7 Pase: Huertas 9 |        | Pt: Gražulis 24 Rec: R. Kurucs 5 Pase: Zoriks 6 |

### Spania vs. Canada
| 3 septembrie 2023 20:30 |

| Boxscore |

| Spania                                                               | 85–88 | Canada                                                                    |
| Scorul pe sferturi: 21–21, 27–17, 25–23, 12–27                       |       |                                                                           |
| Pt: W. Hernangómez 25 Rec: W. Hernangómez 6 Pase: Fernández, Núñez 7 |       | Pt: Gilgeous-Alexander 30 Rec: trei jucători 5 Pase: Gilgeous-Alexander 7 |